# Oberstadtfeld

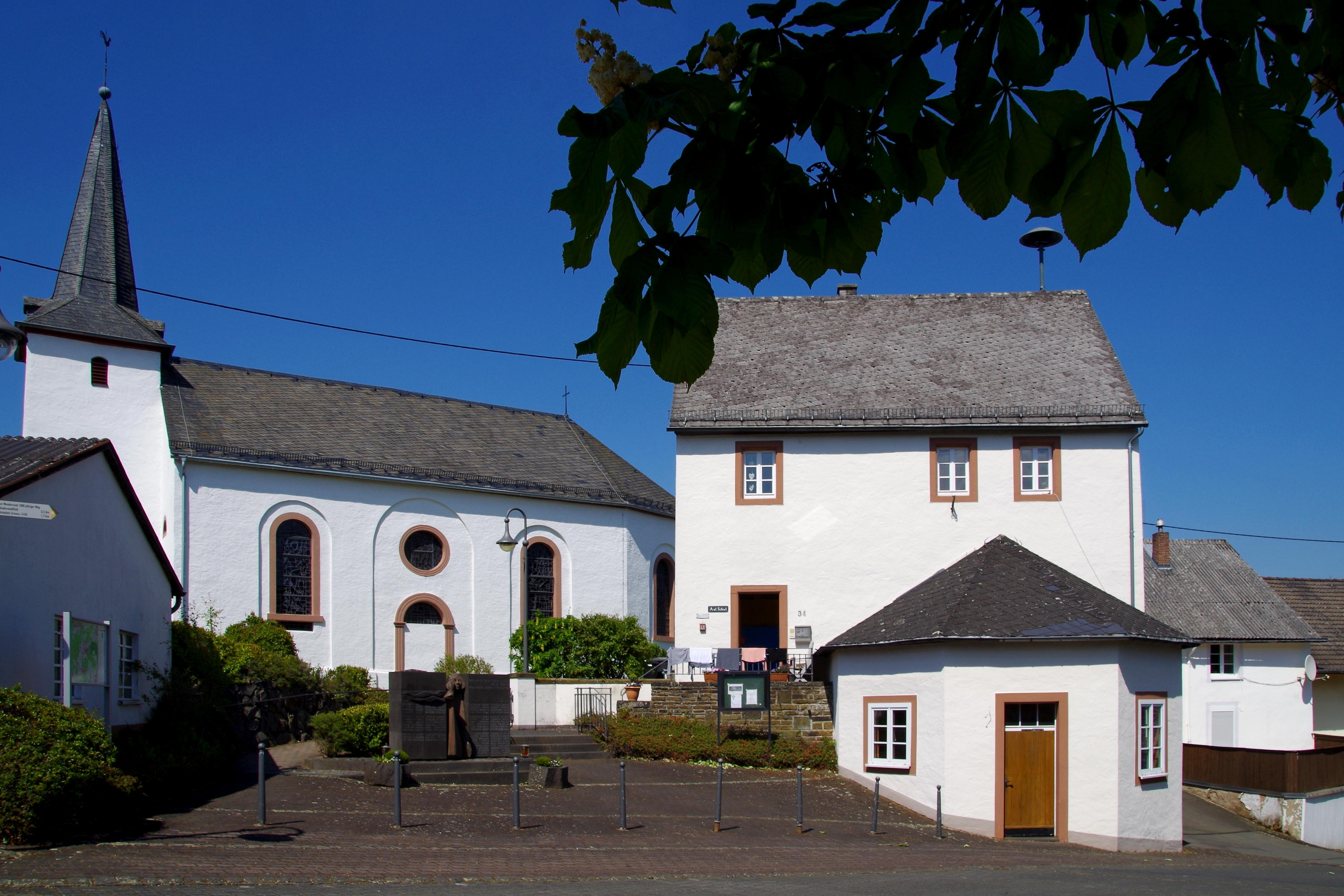
Ortszentrum mit St. Brigida und der alten Schule

Oberstadtfeld ist eine Ortsgemeinde im Landkreis Vulkaneifel in Rheinland-Pfalz. Sie gehört der Verbandsgemeinde Daun an.

## Geographie
Oberstadtfeld liegt in der Vulkaneifel, sechs Kilometer südwestlich von Daun an der Bundesstraße 257 im Tal der Kleinen Kyll.

### Nachbargemeinden
- Pützborn
- Neroth
- Niederstadtfeld
- Üdersdorf
- Wallenborn

### Geologie
Oberstadtfeld ist bei Geologen wegen der vielfältigen Versteinerungen einer bewegten geologischen Vergangenheit bekannt. Reste ehemaliger Lebewesen, die sich allen Veränderungen zum Trotz in den Gesteinen erhalten haben, erweisen das Gestein als ehemalige Meeresablagerungen aus dem Unterdevon. Sie stammen aus einer Zeit, da vor etwa 400–340 Millionen Jahren die Eifel und mit ihr weite Teile Mitteleuropas ca. 60 Millionen Jahre lang vom Meer bedeckt waren, einem Meer, das in der Fachsprache der Geologen als Devon-Meer bezeichnet wird. Mehrere Lavagruben in der Nähe des Dorfes und ein verlandeter Maarkessel rechts der Straße nach Üdersdorf zeugen von der vulkanischen Tätigkeit vor vielen Jahrtausenden.

### Klima
| Der Jahresniederschlag beträgt 890 mm sie liegen im oberen Viertel der in Deutschland erfassten Werte. Der trockenste Monat ist der April, die meisten Niederschläge fallen im Dezember. Im Dezember fallen 1,6 mal mehr Niederschläge als im April. |

## Geschichte
Die erste urkundliche Erwähnung von „Stadevelt“ datiert vom 17. Oktober 1016. Nach einer Urkunde von Kaiser Heinrich II. gehört der Ort zum Kollegiatstift Prüm. In einer Teilungsurkunde zwischen dem Grafen von Daun und dem Kloster Himmerod, aus dem Jahre 1241, wird erstmals Ober-Stadevelt genannt. Aus dem Jahre 1392, 1447 und 1460 stammen weitere Urkunden über Pachtverträge mit den Herren der Burg Pyrmont.
Um das Jahr 1500 wurde in Oberstadtfeld eine zweischiffige Kirche mit Mittelstütze errichtet. Aus dem Jahre 1503 stammt ein Pachtvertrag mit Pyrmont über die Mühle; noch bis 1780 wurde dort das Pyrmonter Maß verwendet. Eine erste vorliegende Steuerliste von Oberstadtfeld im Amt Manderscheid stammt von 1654. 44 Jahre später, 1698 zählen, wie aus einem Pachtvertrag ersichtlich ist, vier kurfürstliche Höfe zu Oberstadtfeld: Der Achterhof, der Hahnerhof, der Hundswinklerhof und der Heinenhof. Aus dem Jahre 1787 stammt die älteste angegebene Einwohnerzahl Oberstadtfelds, das damals eine Bevölkerung von 251 Personen hatte. 1794 kam die Eifel zu Frankreich ins neue Saar-Departement und ab 1803 zählte Oberstadtfeld zur Pfarrei Niederstadtfeld in dem Bistum Trier, zuvor hatte der Ort zur Großpfarrei Steinborn im Eifeldekanat dem Erzbistum Köln gehört. 1808 wurde die Oberstadtfelder Mühle für 1775 französische Franc an Matthias Irmen versteigert.
1815 wurde die Eifel Preußen zugeschlagen. Die alte Kirche Oberstadtfelds wurde wegen Baufälligkeit zwischen 1837 und 1841 durch ein neues Kirchenschiff ersetzt. Der alte Turm blieb jedoch bestehen. 1840 führte die Einwohnerliste von Oberstadtfeld bereits 356 Einwohner namentlich auf. 1888 wurde das Heiligenhäuschen im Marktal, an der Straße nach Niederstadtfeld, durch Friedrich Hein, als Dank für die gesunde Heimkehr aus dem Deutsch-Französischen Krieg 1870/71 erbaut. Große Teile Oberstadtfelds wurde Anfang des 20. Jahrhunderts zerstört, als 1902 gleich 17 Wohnhäuser nebst Stallungen und Scheunen einem Brand zum Opfer fielen. Kronprinz Wilhelm besuchte nach dem Brand, anlässlich einer Reise durch die Eifel, auch Oberstadtfeld. Gegen Ende des Zweiten Weltkriegs wurde Oberstadtfeld 1944 und 45 dreimal bei Fliegerangriffen beschossen, es starben 28 Zivilisten.
Einwohnerentwicklung
Die Entwicklung der Einwohnerzahl von Oberstadtfeld, die Werte von 1871 bis 1987 beruhen auf Volkszählungen:
| Jahr | Einwohner |
| ---- | --------- |
| 1815 | 314       |
| 1835 | 335       |
| 1871 | 378       |
| 1905 | 397       |
| 1939 | 500       |
| 1950 | 479       |
| 1961 | 457       |

| Jahr | Einwohner |
| ---- | --------- |
| 1970 | 511       |
| 1987 | 561       |
| 1997 | 596       |
| 2005 | 614       |
| 2011 | 571       |
| 2017 | 551       |
| 2023 | 532       |

## Politik

### Bürgermeister
Hubert Molitor wurde 2014 Ortsbürgermeister von Oberstadtfeld. Bei der Direktwahl am 26. Mai 2019 wurde er mit einem Stimmenanteil von 79,18 % für weitere fünf Jahre in seinem Amt bestätigt. Er wurde im Juni 2024 wiedergewählt.
Moitors langjähriger Vorgänger Arnold Möseler war 2014 nicht erneut angetreten.

### Wappen
| Wappen von Oberstadtfeld | Blasonierung: „Durch blauen, schrägrechten Stufenbalken geteilt. Vorne in Silber eine Scheune mit schwarzem Dach, hinten in Gold eine rote Flamme.“ |
| Wappen von Oberstadtfeld | Wappenbegründung: Der blaue Stufenbalken ist dem Wappen der Herrschaft Pyrmont entnommen. 1392 bekundet Erzbischof Werner von Trier, dass er Oberstadtfeld und Weidenbach von Lyse von Lussenich, Witwe von Pyrmont, gepachtet habe, diese Dörfer jedoch nach dem Tode an Heinrich von Pyrmont zurückfallen sollen. Auch 1447 bestätigt ein anderer Heinrich von Pyrmont, dass er die Dörfer Stadtfeld noch besitzt, ebenso im Jahre 1503. Ein weiteres wichtiges Indiz für die Herrschaftsverhältnisse ist, dass bis zum Jahre 1780 in der Oberstadtfelder Mühle stets das Pyrmonter Maß verwendet worden ist. Die Scheune im vorderen Teil des Wappens soll auf die dem Kurfürsten gehörenden vier Oberstadtfelder Höfe, Achter-, Heinen-, Hahner- und Hundswinkeler Hof hinweisen. Über die Verpachtung dieser Höfe befinden sich im Landesarchiv Verpachtungsprotokolle von 1698 und 1792. Die rote Flamme im hinteren Teil des Wappens symbolisiert die Ortspatronin, die heilige Brigida. Das Attribut der heiligen Brigida ist die so genannte Geistflamme. |

## Kultur und Sehenswürdigkeiten
- Katholische Filialkirche St. Brigida
- Sauerbrunnen (Drees), ca. 1 km vom Ort entfernt
- Auf dem nahe gelegenen Berg Nerother Kopf befindet sich die Burgruine Freudenkoppe, mit in der Nähe liegender Mühlsteinhöhle.

Siehe auch: Liste der Kulturdenkmäler in Oberstadtfeld